# Liste der Kreisstraßen in Bochum
Die Liste der Kreisstraßen in Bochum ist eine Auflistung der Kreisstraßen in der kreisfreien Stadt Bochum, Nordrhein-Westfalen.

## Abkürzungen
- K: Kreisstraße
- L: Landesstraße

## Liste
Die Kreisstraßen behalten die ihnen zugewiesene Nummer innerhalb von Nordrhein-Westfalen auch bei einem Wechsel in einen Kreis oder in eine andere kreisfreie Stadt. Nicht vorhandene bzw. nicht nachgewiesene Kreisstraßen werden in Kursivdruck gekennzeichnet, ebenso Straßen und Straßenabschnitte, die unabhängig vom Grund (Herabstufung zu einer Gemeindestraße oder Höherstufung) keine Kreisstraßen mehr sind.
Der Straßenverlauf wird in der Regel von Nord nach Süd und von West nach Ost angegeben.
| Nr.  | Verlauf |
| ---- | --- |
| K 1  | K 22 – Schlossstraße – Heinrich-König-Straße – K 2 – Markstraße – L 551 – Markstraße – K 14 – Markstraße – K 3 – Markstraße – Opelring – L 705 |
| K 2  | – Gahlensche Straße – L 633 – Wattenscheider Straße – Kohlenstraße – L 654 – Kohlenstraße – K 4 – Kohlenstraße – K 22 – Stensstraße – K 6 – Wasserstraße – An der Holtbrügge – Karl-Friedrich-Straße – K 1 |
| K 3  | – Universitätsstraße – K 6 – Universitätsstraße – L 705 – Universitätsstraße – K 1 – Universitätsstraße – – Universitätsstraße – K 12 – Universitätsstraße – K 8 |
| K 4  | K 24 – Schützenstraße – K 2 – Kohlenstraße – An der Landwehr – K 22 |
| K 5  | (K 5 in Essen) – Stadtgrenze – Dr.-C.-Otto-Straße – K 24 – Dr.-C.-Otto-Straße – Kesterkamp – Hattinger Straße – Kolkmannskamp – L 651 |
| K 6  | K 22 – Wasserstraße – K 2 – Wasserstraße – L 705 – Wasserstraße – L 551 – Wasserstraße – K 14 – Wasserstraße – K 3 – Wasserstraße – Auf der Heide – L 705 – Nordhausen-Ring – – Sheffield-Ring – L 654 – Harpener Hellweg – – Harpener Hellweg – K 13 – Harpener Hellweg – K 29 – Harpener Hellweg – Stadtgrenze – (K 6 in Dortmund) – Stadtgrenze in der Fahrbahnmitte – Stadtgrenze – Harpener Hellweg – Stadtgrenze – (K 6 in Dortmund) |
| K 7  | L 633 – Swidbertstraße – Otto-Brenner-Straße – Westenfelder Straße – L 654 – Höntroper Straße – K 23 – Höntroper Straße – K 20 – Gartenstraße – K 24 – Munscheider Straße – L 651 |
| K 8  | – Wittener Straße – K 3 – Unterstraße – K 29 – Unterstraße – |
| K 9  | (K 9 in Essen) – Stadtgrenze – Ostpreußenstraße – Ascherbruch – K 11 – Parkstraße – Hüller Straße – L 633 – Marienstraße – Lyrenstraße – Berliner Straße – – Berliner Straße – L 654 |
| K 11 | (K 11 in Herne) – Stadtgrenze – Günnigfelder Straße – K 9 |
| K 12 | K 3 – Kleinherbeder Straße – Stadtgrenze – (K 12 im Ennepe-Ruhr-Kreis) |
| K 13 | L 551 – Hevener Straße – (K 13 im Ennepe-Ruhr-Kreis) |
| K 14 | K 6 – Wiemelhauser Straße – Bruchstraße – Brenscheder Straße – K 1 |
| K 16 | – Poststraße – L 551 – Vierhausstraße – K 25 – Josephinenstraße – L 654 |
| K 17 | (K 17 in Herne) – Stadtgrenze – Edmund-Weber-Straße – L 644 – Stadtgrenze in der Mitte des Kreisverkehrs – Stadtgrenze in der Fahrbahnmitte – Riemker Straße – – Dorstener Straße – Stadtgrenze – (K 17 in Herne) – Stadtgrenze – Herzogstraße – Am Gartenkamp – Wilbergstraße – L 551 – Herner Straße – Cruismannstraße – Zillertalstraße – Stadtgrenze – (K 17 in Herne)                                                                 |
| K 18 | (K 18 in Herne) – Stadtgrenze – Vödestraße – Bergener Straße – K 25 |
| K 20 | K 7 – Eppendorfer Straße – Im Kattenhagen – K 24 – Am Thie – Elsa-Brändström-Straße – K 22 |
| K 21 | L 633 – Hansastraße – L 633 |
| K 22 | L 551 – Hattinger Straße – K 4 – Hattinger Straße – K 2 – Hattinger Straße – K 20 – Hattinger Straße – K 6 – Hattinger Straße – K 1 – Hattinger Straße – L 651 |
| K 23 | K 7 – Mattenburg – Op de Veih – Zollstraße – L 651 – Varenholzstraße – Stadtgrenze – (K 23 in Essen) |
| K 24 | L 654 – Engelsburger Straße – K 4 – Schützenstraße – K 20 – Am Thie – Ruhrstraße – K 7 – Ruhrstraße – L 651 – Ruhrstraße – Dahlhausen Straße – Hasenwinkeler Straße – Kassenberger Straße – K 5 – Dr.-C.-Otto-Straße – Lewackerstraße – Auf dem Stade – Stadtgrenze – (K 24 im Ennepe-Ruhr-Kreis) – Stadtgrenze – (K 24 in Essen) |
| K 25 | L 645 – Hiltroper Straße – K 18 – Hiltroper Straße – Tenthoffstraße – K 16 – Josephinenstraße – Bergstraße – |
| K 29 | (K 29 in Herne) – Stadtgrenze – Sodinger Straße – L 654 – Hans-Sachs-Straße – Lothringer Straße – Kirchharpener Straße – Gerther Straße – K 6 – Harpener Hellweg – Am Ruhrpark – – Am Ruhrpark – Werner Straße – L 649 – Hölterweg – Gasstraße – Lünsender Straße – Alte Bahnhofstraße – K 8 – Alte Bahnhofstraße – Carl-von-Ossietzky-Platz – Stiftstraße –                                                                               |

## Quelle
- Landesvermessungsamt Nordrhein-Westfalen, Kreiskarte Nr. 60: Die kreisfreien Städte im Ruhrgebiet